# Europees kampioenschap voetbal onder 21 - 2006 (kwalificatie)
De kwalificatiegroepen voor het EK-21 van 2006 waren zo veel mogelijk gelijk aan de kwalificatiegroepen voor het WK 2006 in Duitsland. Aan het EK-21 deden Andorra, de Faeröer, Liechtenstein en Noord-Ierland niet mee, dus die werden uit de groepen verwijderd. Duitsland moest zich voor dit toernooi juist wel kwalificeren en werd ingedeeld op een van de vier open plekken.
De 48 deelnemende teams werden verdeeld over zes groepen van zes, een van vijf en een van zeven. De acht groepswinnaars speelden een play-off tegen de acht nummers twee. De acht winnaars van de play-off kwalificeerden zich voor het eindtoernooi.

## Kwalificatiegroepen

### Groep 1
| Team      | Wed | W | G | V | DV | DT | Ptn |
| --------- | --- | - | - | - | -- | -- | --- |
| Nederland | 10  | 7 | 2 | 1 | 21 | 7  | 23  |
| Tsjechië  | 10  | 6 | 3 | 1 | 26 | 8  | 21  |
| Roemenië  | 10  | 6 | 1 | 3 | 17 | 8  | 19  |
| Macedonië | 10  | 2 | 3 | 5 | 9  | 18 | 9   |
| Finland   | 10  | 2 | 1 | 7 | 7  | 16 | 7   |
| Armenië   | 10  | 1 | 2 | 7 | 2  | 25 | 5   |

| - Roemenië 1-0 Finland - Macedonië 4-0 Armenië - Roemenië 5-1 Macedonië - Nederland 0-0 Tsjechië - Armenië 0-1 Finland - Tsjechië 4-1 Roemenië - Finland 0-1 Armenië - Macedonië 0-2 Nederland - Nederland 4-1 Finland - Armenië 0-4 Tsjechië | - Armenië 0-5 Roemenië - Macedonië 2-2 Tsjechië - Roemenië 2-0 Nederland - Tsjechië 3-0 Finland - Nederland 0-0 Armenië - Macedonië 1-0 Roemenië - Nederland 2-0 Roemenië - Armenië 0-0 Macedonië - Tsjechië 2-0 Macedonië - Finland 1-2 Nederland | - Roemenië 2-0 Armenië - Macedonië 1-1 Finland - Armenië 1-3 Nederland - Roemenië 0-0 Tsjechië - Finland 2-0 Macedonië - Tsjechië 6-0 Armenië - Tsjechië 2-4 Nederland - Finland 0-1 Roemenië - Finland 1-3 Tsjechië - Nederland 4-0 Macedonië |

### Groep 2
| Team        | Wed | W | G | V | DV | DT | Ptn |
| ----------- | --- | - | - | - | -- | -- | --- |
| Denemarken  | 12  | 9 | 2 | 1 | 30 | 12 | 29  |
| Oekraïne    | 12  | 7 | 2 | 3 | 22 | 7  | 23  |
| Griekenland | 12  | 6 | 2 | 4 | 18 | 9  | 20  |
| Turkije     | 12  | 5 | 4 | 3 | 15 | 9  | 19  |
| Georgië     | 12  | 3 | 2 | 7 | 7  | 22 | 11  |
| Albanië     | 12  | 2 | 3 | 7 | 9  | 27 | 9   |
| Kazachstan  | 12  | 2 | 1 | 9 | 8  | 23 | 7   |

| - Albanië 1-1 Griekenland - Denemarken 3-2 Oekraïne - Turkije 0-0 Georgië - Kazachstan 0-1 Oekraïne - Georgië 2-1 Albanië - Griekenland 2-1 Turkije - Albanië 1-2 Denemarken - Oekraïne 1-0 Griekenland - Turkije 1-0 Kazachstan - Kazachstan 0-1 Albanië - Oekraïne 6-0 Georgië - Denemarken 1-1 Turkije - Griekenland 5-0 Kazachstan - Georgië 2-4 Denemarken | - Turkije 1-0 Oekraïne - Albanië 1-1 Oekraïne - Griekenland 0-1 Denemarken - Denemarken 5-1 Kazachstan - Georgië 1-1 Griekenland - Turkije 4-0 Albanië - Georgië 0-2 Turkije - Griekenland 2-0 Albanië - Oekraïne 0-1 Denemarken - Albanië 0-1 Georgië - Oekraïne 2-1 Kazachstan - Turkije 0-1 Griekenland - Kazachstan 2-1 Turkije - Denemarken 7-0 Albanië | - Griekenland 0-1 Oekraïne - Kazachstan 0-1 Georgië - Albanië 3-1 Kazachstan - Georgië 0-3 Oekraïne - Turkije 3-2 Denemarken - Kazachstan 1-2 Griekenland - Denemarken 1-0 Georgië - Oekraïne 0-0 Turkije - Georgië 0-1 Kazachstan - Oekraïne 5-0 Albanië - Denemarken 2-1 Griekenland - Albanië 1-1 Turkije - Kazachstan 1-1 Denemarken - Griekenland 3-0 Georgië |

### Groep 3
| Team      | Wed | W  | G | V | DV | DT | Ptn |
| --------- | --- | -- | - | - | -- | -- | --- |
| Portugal  | 10  | 10 | 0 | 0 | 29 | 3  | 30  |
| Rusland   | 10  | 6  | 1 | 3 | 24 | 6  | 19  |
| Slowakije | 10  | 6  | 1 | 3 | 12 | 9  | 19  |
| Letland   | 10  | 3  | 3 | 4 | 10 | 16 | 12  |
| Estland   | 10  | 0  | 3 | 7 | 4  | 24 | 3   |
| Luxemburg | 10  | 0  | 2 | 8 | 4  | 25 | 2   |

| - Slowakije 1-0 Luxemburg - Estland 0-0 Luxemburg - Letland 1-2 Portugal - Rusland 4-0 Slowakije - Luxemburg 1-2 Letland - Portugal 3-0 Estland - Luxemburg 0-4 Rusland - Slowakije 3-1 Letland - Letland 0-0 Estland - Portugal 2-0 Rusland | - Rusland 3-0 Estland - Luxemburg 1-6 Portugal - Estland 0-2 Slowakije - Letland 2-1 Luxemburg - Slowakije 0-1 Portugal - Estland 1-5 Rusland - Portugal 2-1 Slowakije - Rusland 1-1 Letland - Luxemburg 0-2 Slowakije - Estland 0-5 Portugal | - Letland 0-4 Rusland - Estland 1-3 Letland - Portugal 4-0 Luxemburg - Letland 0-0 Slowakije - Rusland 0-1 Portugal - Slowakije 2-1 Estland - Rusland 3-0 Luxemburg - Luxemburg 1-1 Estland - Portugal 3-0 Letland - Slowakije 1-0 Rusland |

Rusland eindigde boven Slowakije op basis van onderling resultaat.

### Groep 4
| Team        | Wed | W | G | V | DV | DT | Ptn |
| ----------- | --- | - | - | - | -- | -- | --- |
| Frankrijk   | 8   | 6 | 1 | 1 | 13 | 5  | 19  |
| Zwitserland | 8   | 4 | 3 | 1 | 15 | 8  | 15  |
| Israël      | 8   | 4 | 3 | 1 | 11 | 7  | 15  |
| Ierland     | 8   | 1 | 2 | 5 | 10 | 14 | 5   |
| Cyprus      | 8   | 0 | 1 | 7 | 2  | 17 | 1   |

| - Frankrijk 1-0 Israël - Ireland 3-0 Cyprus - Israël 1-0 Cyprus - Zwitserland 4-2 Ireland - Israël 1-1 Zwitserland - Frankrijk 1-0 Ireland - Cyprus 0-1 Frankrijk - Cyprus 0-1 Israël - Israël 3-1 Ireland - Frankrijk 1-1 Zwitserland | - Israël 3-2 Frankrijk - Zwitserland 3-0 Cyprus - Ireland 2-2 Israël - Zwitserland 0-0 Israël - Cyprus 1-5 Zwitserland - Ireland 1-2 Frankrijk - Cyprus 1-1 Ireland - Zwitserland 0-3 Frankrijk - Ireland 0-1 Zwitserland - Frankrijk 2-0 Cyprus |

Zwitserland eindigde boven Israël op basis van uitdoelpunten.

### Groep 5
| Team        | Wed | W | G | V | DV | DT | Ptn |
| ----------- | --- | - | - | - | -- | -- | --- |
| Italië      | 10  | 8 | 1 | 1 | 16 | 3  | 25  |
| Slovenië    | 10  | 4 | 3 | 3 | 13 | 13 | 15  |
| Noorwegen   | 10  | 4 | 2 | 4 | 14 | 13 | 14  |
| Wit-Rusland | 10  | 4 | 1 | 5 | 20 | 19 | 13  |
| Moldavië    | 10  | 3 | 2 | 5 | 8  | 12 | 11  |
| Schotland   | 10  | 1 | 3 | 6 | 6  | 17 | 6   |

| - Italië 2-0 Noorwegen - Slovenië 1-0 Moldavië - Noorwegen 2-3 Wit-Rusland - Schotland 1-1 Slovenië - Moldavië 0-1 Italië - Wit-Rusland 2-3 Moldavië - Schotland 0-2 Noorwegen - Slovenië 0-3 Italië - Moldavië 0-0 Schotland - Noorwegen 0-0 Slovenië | - Italië 2-1 Wit-Rusland - Italië 2-0 Schotland - Moldavië 1-3 Noorwegen - Slovenië 1-4 Wit-Rusland - Wit-Rusland 1-2 Slovenië - Schotland 0-0 Moldavië - Noorwegen 1-0 Italië - Wit-Rusland 3-2 Schotland - Moldavië 1-0 Wit-Rusland - Slovenië 2-2 Noorwegen | - Schotland 2-2* Italië - Wit-Rusland 1-1 Italië - Noorwegen 0-1 Schotland - Moldavië 1-3 Slovenië - Schotland 2-3 Wit-Rusland - Noorwegen 1-2 Moldavië - Italië 1-0 Slovenië - Italië 1-0 Moldavië - Slovenië 3-0 Schotland - Wit-Rusland 2-3 Noorwegen |

* Italië won deze wedstrijd reglementair met 3-0, omdat Schotland een geschorste speler opstelde.

### Groep 6
| Team         | Wed | W | G | V | DV | DT | Ptn |
| ------------ | --- | - | - | - | -- | -- | --- |
| Duitsland    | 10  | 7 | 3 | 0 | 24 | 5  | 24  |
| Engeland     | 10  | 6 | 3 | 1 | 21 | 7  | 21  |
| Polen        | 10  | 3 | 4 | 3 | 18 | 18 | 13  |
| Oostenrijk   | 10  | 3 | 2 | 5 | 9  | 14 | 11  |
| Wales        | 10  | 3 | 1 | 6 | 9  | 21 | 10  |
| Azerbeidzjan | 10  | 0 | 3 | 7 | 1  | 17 | 3   |

| - Azerbeidzjan 0-1 Wales - Oostenrijk 0-2 Engeland - Oostenrijk 3-0 Azerbeidzjan - Polen 1-3 Engeland - Oostenrijk 0-3 Polen - Engeland 2-0 Wales - Azerbeidzjan 0-2 Duitsland - Azerbeidzjan 0-0 Engeland - Wales 2-2 Polen - Duitsland 2-0 Oostenrijk | - Duitsland 1-1 Polen - Wales 0-4 Duitsland - Wales 1-0 Oostenrijk - Polen 3-0 Azerbeidzjan - Engeland 2-2 Duitsland - Oostenrijk 2-0 Wales - Engeland 2-0 Azerbeidzjan - Azerbeidzjan 1-1 Polen - Polen 1-3 Duitsland - Polen 2-2 Oostenrijk | - Wales 0-4 Engeland - Duitsland 2-0 Azerbeidzjan - Polen 3-2 Wales - Azerbeidzjan 0-0 Oostenrijk - Duitsland 1-1 Engeland - Engeland 1-2 Oostenrijk - Duitsland 4-0 Wales - Wales 3-0 Azerbeidzjan - Engeland 4-1 Polen - Oostenrijk 0-3 Duitsland |

### Groep 7
| Team                  | Wed | W | G | V  | DV | DT | Ptn |
| --------------------- | --- | - | - | -- | -- | -- | --- |
| België                | 10  | 7 | 3 | 0  | 25 | 6  | 24  |
| Servië en Montenegro  | 10  | 7 | 1 | 2  | 29 | 11 | 22  |
| Spanje                | 10  | 6 | 2 | 2  | 37 | 8  | 20  |
| Bosnië en Herzegovina | 10  | 3 | 1 | 6  | 17 | 20 | 10  |
| Litouwen              | 10  | 3 | 1 | 6  | 9  | 16 | 10  |
| San Marino            | 10  | 0 | 0 | 10 | 4  | 60 | 0   |

| - België 3-0 Litouwen - San Marino 0-5 Servië & Montenegro - Bosnië & Herzegovina 0-2 Spanje - Litouwen 2-0 San Marino - Bosnië & Herzegovina 1-3 Servië & Montenegro - Spanje 2-2 België - Servië & Montenegro 9-0 San Marino - Litouwen 1-1 Spanje - België 4-0 Servië & Montenegro - San Marino 1-2 Litouwen | - Spanje 14-0 San Marino - België 2-1 Bosnië & Herzegovina - Servië & Montenegro 1-0 Spanje - Bosnië & Herzegovina 2-0 Litouwen - San Marino 0-4 België - Servië & Montenegro 1-1 België - San Marino 1-4 Bosnië & Herzegovina - Spanje 2-0 Litouwen - Spanje 4-2 Bosnië & Herzegovina - Bosnië & Herzegovina 1-1 België | - Servië & Montenegro 3-2 Litouwen - Spanje 2-0 Servië & Montenegro - Litouwen 1-0 Bosnië & Herzegovina - België 5-0 San Marino - Bosnië & Herzegovina 5-1 San Marino - Litouwen 0-2 Servië & Montenegro - België 1-0 Spanje - Servië & Montenegro 5-1 Bosnië & Herzegovina - San Marino 1-10 Spanje - Litouwen 1-2 België |

### Groep 8
| Team      | Wed | W | G | V | DV | DT | Ptn |
| --------- | --- | - | - | - | -- | -- | --- |
| Kroatië   | 10  | 8 | 1 | 1 | 14 | 6  | 25  |
| Hongarije | 10  | 6 | 1 | 3 | 12 | 7  | 19  |
| Zweden    | 10  | 6 | 0 | 4 | 16 | 12 | 18  |
| IJsland   | 10  | 4 | 1 | 5 | 15 | 11 | 13  |
| Bulgarije | 10  | 2 | 1 | 7 | 9  | 17 | 7   |
| Malta     | 10  | 1 | 2 | 7 | 3  | 16 | 5   |

| - IJsland 3-1 Bulgarije - Kroatië 1-0 Hongarije - Malta 0-1 Zweden - Hongarije 1-0 IJsland - Zweden 0-2 Kroatië - Kroatië 1-0 Bulgarije - Malta 1-0 IJsland - Zweden 2-1 Hongarije - IJsland 3-1 Zweden - Bulgarije 2-1 Malta | - Malta 0-2 Hongarije - Bulgarije 1-2 Zweden - Kroatië 2-1 IJsland - Hongarije 1-0 Bulgarije - Kroatië 1-0 Malta - Bulgarije 2-1 Kroatië - IJsland 0-1 Hongarije - Zweden 6-0 Malta - IJsland 0-0 Malta - IJsland 1-2 Kroatië | - Zweden 2-0 Bulgarije - Hongarije 2-0 Malta - Bulgarije 1-3 IJsland - Malta 0-1 Kroatië - Hongarije 0-1 Zweden - Kroatië 1-0 Zweden - Bulgarije 1-2 Hongarije - Hongarije 2-2 Kroatië - Zweden 1-4 IJsland - Malta 1-1 Bulgarije |

## Kwalificatie-play-offs
Groepswinnaars speelden hun eerste wedstrijd thuis.
| - Tsjechië 0-2 Duitsland - Duitsland 1-0 Tsjechië Duitsland won in totaal met 3-0 | - Engeland 1-1 Frankrijk - Frankrijk 2-1 Engeland Frankrijk won in totaal met 3-2 | - Oekraïne 2-3 België - België 1-3 Oekraïne Oekraïne won in totaal met 5-4 | - Slovenië 0-0 Nederland - Nederland 2-0 Slovenië Nederland won in totaal met 2-0 |

| - Hongarije 1-1 Italië - Italië 1-0 Hongarije Italië won in totaal met 2-1 | - Servië & Mont. 3-1 Kroatië - Kroatië 1-2 Servië & Mont. Servië en Montenegro won in totaal met 5-2 | - Rusland 0-1 Denemarken - Denemarken 3-1 Rusland Denemarken won in totaal met 4-1 | - Zwitserland 1-1 Portugal - Portugal 2-1 Zwitserland Portugal won in totaal met 3-2 |

1978 · 1980 · 1982 · 1984 · 1986 · 1988 · 1990 · 1992 · 1994 · 1996 · 1998 · 2000 · 2002 · 2004 · 2006 · 2007 · 2009 · 2011 · 2013 · 2015 · 2017 · 2019 · 2021 · 2023 · 2025 · 2027 

Jeugd-EK's: onder 21 · onder 19 · onder 17       Jeugd-WK's: onder 20 · onder 17